# Parafia św. Wojciecha w Budziejewku
Parafia Świętego Wojciecha w Budziejewku – rzymskokatolicka parafia leżąca w granicach dekanatu kłeckiego. Erygowana w 1925. Jest połączona unią personalną z parafią w Mieścisku.

## Dokumenty
Księgi metrykalne: 
- ochrzczonych od 1945 roku
- małżeństw od 1945 roku
- zmarłych od 1945 roku